# Batallón de Infantería de Marina N.º 2
El Batallón de Infantería de Marina N.º 2 (BIM2) «Capitán de Fragata Pedro Edgardo Giachino» es una unidad militar de la Armada Argentina con asiento de paz en Puerto Belgrano.

## Historia
La unidad se constituyó el 15 de julio de 1940.

### Guerra de las Malvinas
Para la toma de las islas Malvinas, el comandante Carlos Büsser seleccionó al BIM2 para formar la Fuerza de Desembarco. Su misión fue desembarcar en playa Rojo y ocupar el aeropuerto de Puerto Argentino/Stanley seguido de una aproximación a la localidad. Por otro lado, conquistar la península Camber hasta Moody Brook. Después, el BIM2 se retiró del archipiélago dejando la 3.ª Sección de la Compañía D en Camber.

## Representación
Su lema es semper avante.